# Rhinolophus foetidus
Rhinolophus foetidus — вид рукокрилих ссавців з родини підковикових.

## Таксономічна примітка
Таксон відокремлено від R. luctus.

## Середовище проживання
Країни проживання: Індонезія, Бруней, Малайзія.